# Techno (TV-program)
Techno var ett tv-program som sändes på ZTV åren 1995-1996. Programledare var Catarina Eriksson.

## Beskrivning
I programmet presenterade programledaren musikvideos av technoartister. Programmet lades ner 1996 men efterföljdes snart av Abra had abra, ett program med liknande inriktning och med samma programledare. 